# Eptatretus polytrema
Eptatretus polytrema är en ryggsträngsdjursart som först beskrevs av Girard 1855.  Eptatretus polytrema ingår i släktet Eptatretus och familjen pirålar. IUCN kategoriserar arten globalt som otillräckligt studerad. Inga underarter finns listade i Catalogue of Life.